# Mayo Badji
Mayo Badji est un village de la commune de Belel situé dans la région de l'Adamaoua et le département de la Vina au Cameroun.

## Population
En 2015, Mayo Badji comptait 482 habitants dont 239 hommes et 243 femmes.

## Pêche
Le village dispose d'un cours d'eau qui permet la pratique de la pêche. 
Bien qu'un étang soit également mis à disposition, la pisciculture reste peu pratiquée.  

## Ressources naturelles
Un forage pour accéder à l'eau est fonctionnel. 